# أميمة بنت أبي سفيان
أميمة بنت أبي سفيان بن صخر بن حرب بن عبد شمس من عبد مناف أخت أم حبيبة زوج الرسول محمد لأبيها.
كانت في دمشق، وتزوجها حويطب بن عبد العزى ابن أبي قيس، وولـدت له أبا سفيان، ثم خلف عليها صفوان بن أمية، وولدت له عبد الرحمن.